# Kloa Point
Kloa Point är en udde i Antarktis. Den ligger i Östantarktis. Australien gör anspråk på området.
Terrängen inåt land är huvudsakligen platt, men åt sydväst är den kuperad. Havet är nära Kloa Point österut. Trakten är obefolkad. Det finns inga samhällen i närheten.